# 桜花 (お笑い芸人)
桜花（おうか、1986年4月10日 - ）は、日本のお笑いタレント。お笑いコンビ『目黒スプリング』、お笑いトリオ『トリコロール』の元メンバー。
埼玉県出身。ホリプロコム所属。

## 略歴・人物

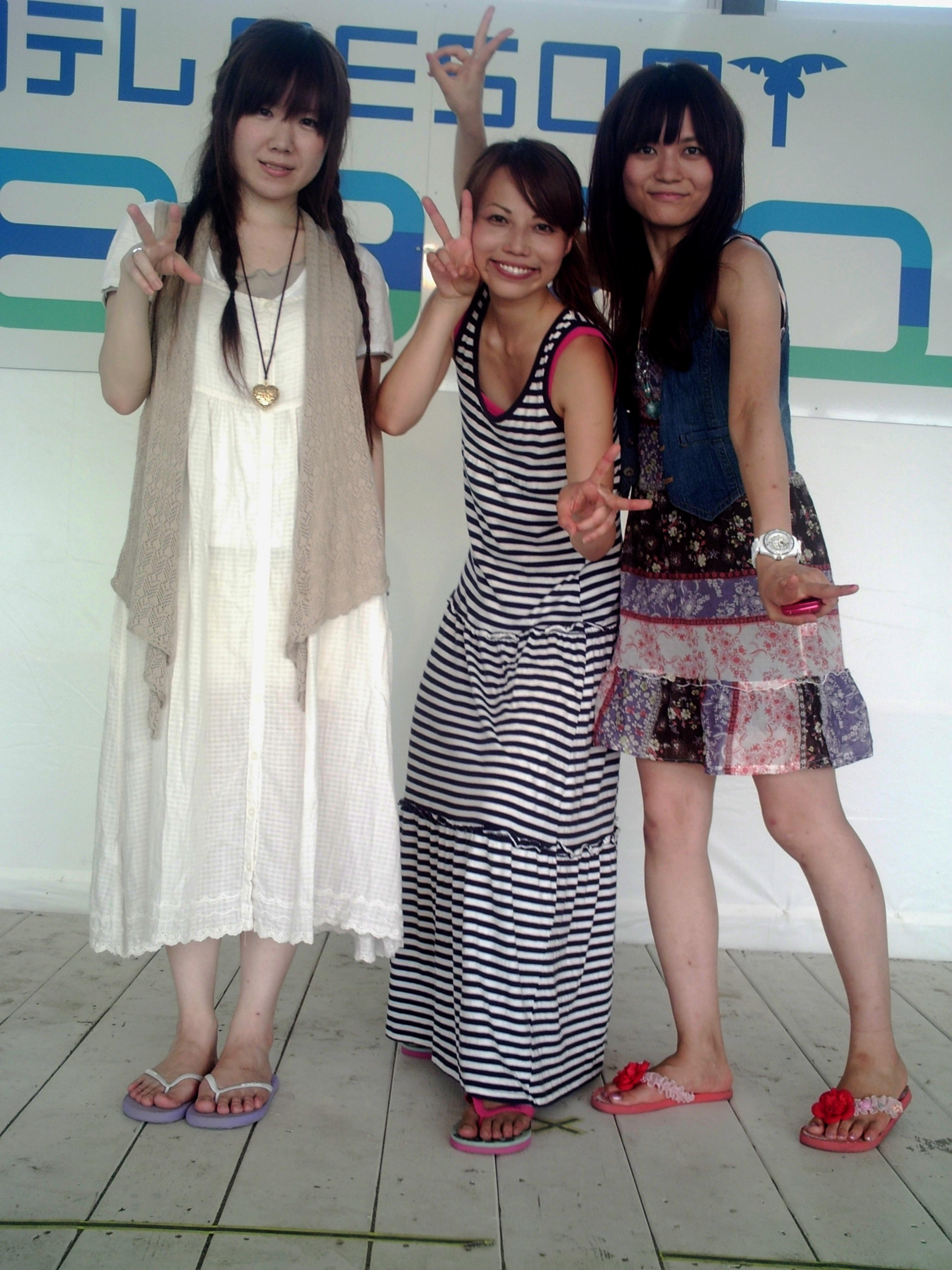
トリオ「トリコロール」時代の桜花（右。左は風花、中央は梨花（前田友理香））

- トリコロール時代のイメージカラーは主に■赤。
- 浦和実業学園高等学校卒業[1]、短期大学卒業。中学生と高校生時代の部活はバスケットボール部[2][3]。中学生時代は陸上競技もやっていたことがある[4]。
  - 小学生時代はテニスとバレーボール、短大生時代でもテニスと、地元で草野球チームのマネージャーをしていたことがある[4]。
  - 「ホリプロマラソン部」でも活動しているほか[5]、2015年6月からは芸人女子野球部『ミラクルキッシーズ』での活動もしている[6]。
- 父親は元警察官[7]。きょうだいは、兄が居る[8]。
- 短大卒業後はアルバイト生活をしていたが、「駄洒落でお茶の間を笑わせたい」と思い立って[9]、2008年9月にお笑いジェンヌオーディションに合格してホリプロ入りし、同じオーディションに合格した風花、この直前までピン芸人『十文字ゆりか』として活動していた梨花（前田友理香）と3人でトリコロールを結成。そのデビューは同年10月12日の『ホリプロお笑いライブ』の55秒ネタ見せコーナー『マッハ55GO!』だった。トリコロール結成前は、風花と桜花の2人で「エスニックなキャラの『エスニッカーズ』を組もうか」と言う話もあったという。この『エスニッカーズ』としての出演は、梨花が舞台『リンダリンダラバーソール』の稽古などのために一部のライブを除いて出演を休んでいた間の2009年11月14日の『お笑いプロデュースライブ』（東京・新宿Fu-）で実現、桜花は駄洒落ネタを振る役を務めた[10]。
- 「モザイク声での歌」（声を変えて歌を歌う）が特技（公式プロフィールより）。
- 言葉遊び（シャレ）が趣味で、本人のブログの最後はこれで締めることが多い。またネタ中やライブのトーク中などにもこれが出て来ることがある。その中でも特によく使っているのは、「～しちゃ桜花」「カレーに飛びかカレー」など。「ダジャレンジャー」を自称している[11]。2014年11月23日に行われた第10回『D1だじゃれグランプリ全国大会』（江戸川区小松川さくらホール）にて優勝[12]。この大会で、キンメダイの大会マスコットをもらう[9]。
- 趣味は他に、ラーメン店の食べ歩き、登山（富士山に3回登頂経験有り。登山好きが高じて、2016年夏には富士山八合目の山小屋でアルバイト勤務[13]。月に5回は登山に行っている[14]。登山用品店でアルバイトしていたこともある[15]）、バスケットボール。絵本好きでもある[16]。2011年頃から、いわゆる山ガール[9]・「山登り大好き芸人」として、「山の日アンバサダー」としても活動している[17]。
  - 登山好きの芸人仲間とのグループ「ハピピン山部」を組んでの活動も行い、「ハピピン山部ライブ」（1合目＝第1回、2016年7月1日）も行っている[18]。
- 好物は豆乳[16]。
- AKB48グループのメンバーでの推しメンは、渡辺麻友、山本彩、白石麻衣、松村沙友理[16]。
- 2009年9月より、芸能人女子フットサルチーム『XANADU loves NHC』に加入。同じトリコロールメンバーの梨花とチームメイトとなった。背番号は「24」。ポジションはゴレイロを務めていた。
- トリコロール解散後はピン芸人として活動していたが、2014年10月1日から元かいわれの北村洋平とコンビ『目黒スプリング』を結成[19][20]。これも2015年6月30日に解散、その後は再びピン芸人として活動[21]。

## 芸風
トリコロール時代の立ち位置は右。「ピース、ピース、にこピース」が定番の台詞のネタの時は、梨花の振りネタの後で、桜花は「大丈夫!」となだめた後に一言台詞やネタなどを言い、落ちの台詞を言う風花につなげている。「アーイラブユー、好き好きー」と言う歌とリズムを入れるネタの時は、「〜してもいいですか?」の後に「いいよ!」と言った後で台詞を言う役となっている。梨花が台詞を言っている最中に手を叩いて次のネタを始める役ともなっている。、これまでには、逆に風花の役柄である「〜してもいいですか?」とネタを振る役を演じたことも何回かあった。持ちネタの中で「秋葉原のメイド」のコントにおいては、自身の得意とするダジャレを取り入れている。
自ら「ガビボーン」「キュピーン」「ハピピーン」などという決め台詞を持っている。
R-1ぐらんぷり（2009、2010）では、趣味のダジャレを取り入れたネタを披露した（2010年1月11日出場時は、忍者に扮してネタを演じた）。
ピン芸人となってからのネタは、法被を着て「アーユーハッピー?」などとつかみの台詞を言うネタや、フラダンスを踊りながらネタを言うもの、風船で工作をしながらネタを披露するもの、「山登りあるある」（このネタを披露する時には、全身富士山の被り物衣裳を着たり、白・青の富士山カラーのかつらを被っている）「ひょうきん番長」などがある。いずれも得意のダジャレをネタ中に取り入れている。ダジャレ芸人「駄洒令子」（ダジャ・レイコ）として活動することもある。

## 出演

### テレビ
- アッコにおまかせ!（TBSテレビ）
2008年12月7日と同年12月21日、2009年3月15日他、代役のアシスタントとして出演
前説として同番組のスタジオ入りすることもある[25]。
- フットサルガールズAngel League（BS日テレ）
- 特捜警察ジャンポリス（テレビ東京）- 2015年6月19日、2015年6月26日
- 伊集院光のてれび（TwellV）
- ピエール瀧のしょんないTV（静岡朝日テレビ）- 2016年6月30日・7月7日、「ミラクルキッシーズ」のメンバーとして出演
- カンムリ（中国放送）- 2016年8月19日、「ミラクルキッシーズ」のメンバーとして出演[26]
- 歌謡スペシャル「三山ひろし探検隊シリーズ」（歌謡ポップスチャンネル）- 2017年11月23日
- サイサイてれび! おちゃの間サイサイ（テレ朝チャンネル）- 2017年9月 - 10月[27]
- なないろ日和!（テレビ東京）- 2018年1月17日（見栄晴と一緒に筑波山をリポート[28]）、2018年3月14日（ドロンズ石本と一緒に御岳山をリポート[29]）、2018年8月22日（立山・室堂トレッキングのリポート[30]）、2018年10月3日（秋の箱根ハイキングとグルメ特集[31]）
- NHKニュースおはよう日本（NHK総合） - 2018年8月11日「山ごはん」特集コーナー出演[32]
- 有田ジェネレーション（TBS） - 2018年11月7日・11月14日、「大江戸温泉芸人」として出演[33]
- ものスタ（テレビ東京）
- カチヘン（フジテレビ）- 2023年1月5日[34]

### ラジオ
- はみだし しゃべくりラジオ キックス（YBSラジオ）- 「銀座八丁目しゃべくり劇場」コーナー出演
- 石丸謙二郎の山カフェ（NHKラジオ第1放送）- 2024年6月8日[35]
- Happy Our Party!（ジャパンエフエムネットワーク（JFNC）制作）- 2024年10月頃から、木曜日の「バイトちゃん」として不定期レギュラー出演[36][37]

### インターネット
- OCNインターネットニュース番組『OCNジャーナル - ウェイバックマシン（2010年2月2日アーカイブ分）』内コーナー「トリコロール桜花のだじゃれで世界を救う」（2010年4月 - ）
- KICK☆のサイキックチャンネル（ニコジョッキー）
- ゆけ！劇団タイガーホース (2017年9月放送分～、月一放送、WALLOP)

トリコロール3人での出演については、トリコロール (お笑いトリオ)#出演を参照。

## 連載・掲載
- ワンダーフォーゲル（山と溪谷社)「桜花のいってきマウンテン～低山おやまぁ発見記～」- 2019年6月号から[38]
- 山と溪谷 増刊7月号『夏山JOY 2021』（山と溪谷社）- 2021年6月8日発売、本人初の表紙[39]。
- PEAKS（ピークス株式会社）[17]